# Furstendömet Bayreuth
Furstendömet Bayreuth, även kallat Markgrevskapet Brandenburg-Bayreuth, var ett riksfurstendöme inom Tysk-romerska riket, beläget i Frankiska kretsen och regerat av markgrevar av huset Hohenzollern. Huvudstad var från 1542 Bayreuth. Fram till 1542 var Plassenburg i Kulmbach markgrevarnas huvudsakliga residens, och därför gick furstendömet före denna tid under namnet Furstendömet Kulmbach eller Markgrevskapet Brandenburg-Kulmbach, en beteckning som levde kvar i Tysk-romerska rikets officiella handlingar fram till dess upplösning.

## Historia
Furstendömet Bayreuth uppstod ur den del av det medeltida borggrevskapet Nürnberg som huvudsakligen låg "ovanbergs" om Fränkische Alb. Tillsammans med den del som låg "nedombergs" bildade den huset Hohenzollerns stamländer i Franken. Borggreve Fredrik V av Nürnberg stipulerade i sin arvsordning Dispositio Fridericiana att borggrevskapet skulle delas mellan hans två söner Johan III och Fredrik VI av Nürnberg, vilket också skedde vid hans död 1398. Efter att huset Hohenzollern 1415–1417 under borggreve Fredrik VI förvärvat markgrevskapet Brandenburg, kom titeln markgreve med tiden även att användas av de hohenzollerska furstarna inom det tidigare borggrevskapet. Efter att den sedan 1219 självständiga riksstaden Nürnberg 1427 förvärvat den gamla borggrevliga borgen i Nürnberg kom borggrevetiteln att förlora sin ursprungliga betydelse och bli rent nominell. Borggrevarna hade redan 1260 flyttat sitt huvudsakliga residens till Cadolzburg och därefter 1385 till Ansbach.

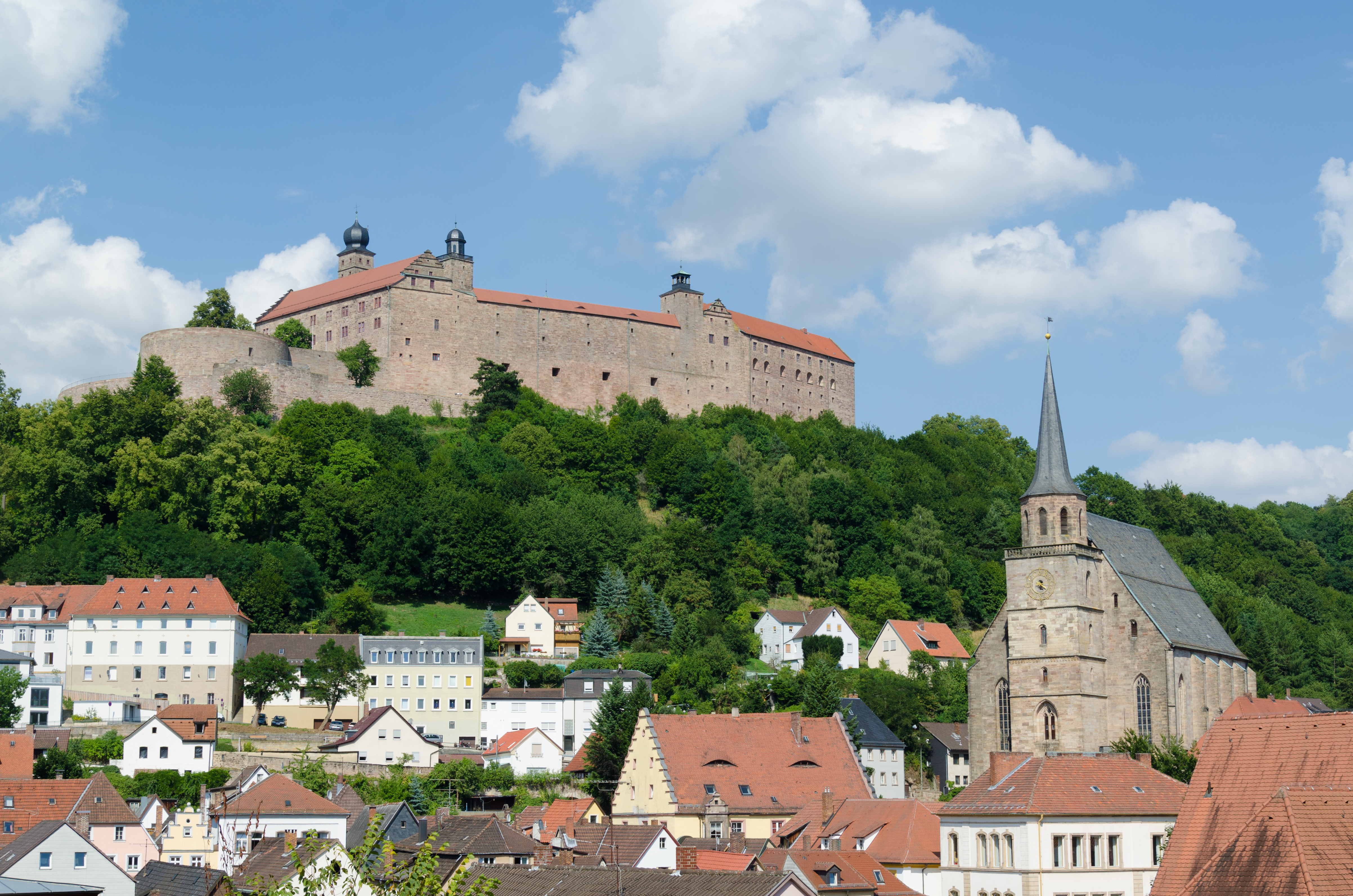
Plassenburg i Kulmbach var markgrevarnas säte fram till 1542.

Under 1400-talet delades de hohenzollernska territorierna i Franken tidvis upp i mindre markgrevskap för att åter förenas. Johan III:s furstendöme kom att återförenas med Fredrik VI:s domäner då Johan avled 1420 utan manliga efterkommande, men 1486 skedde en permanent uppdelning mellan de separata områdena "ovanbergs" och "nedombergs", efter markgreve Albrekt Akilles död. Genom hans 1473 utfärdade arvsförordning Dispositio Achillea delades huset Hohenzollerns arvländer mellan bröderna Johan Cicero, som erhöll markgrevskapet Brandenburg, Fredrik II, som erhöll de frankiska länderna "nedombergs", det som kom att bli furstendömet Ansbach, och Siegmund, som erhöll de frankiska länderna "ovanbergs", det som kom att bli furstendömet Kulmbach och sedermera furstendömet Bayreuth. 
Markgreve Albrekt Alcibiades av Brandenburg-Kulmbach förflyttade 1542 regeringssätet från borgen Plassenburg i Kulmbach, sedan 1530 under utbyggnad till fästning, till Bayreuth. Från 1604 användes beteckningen furstendömet Bayreuth allmänt. 

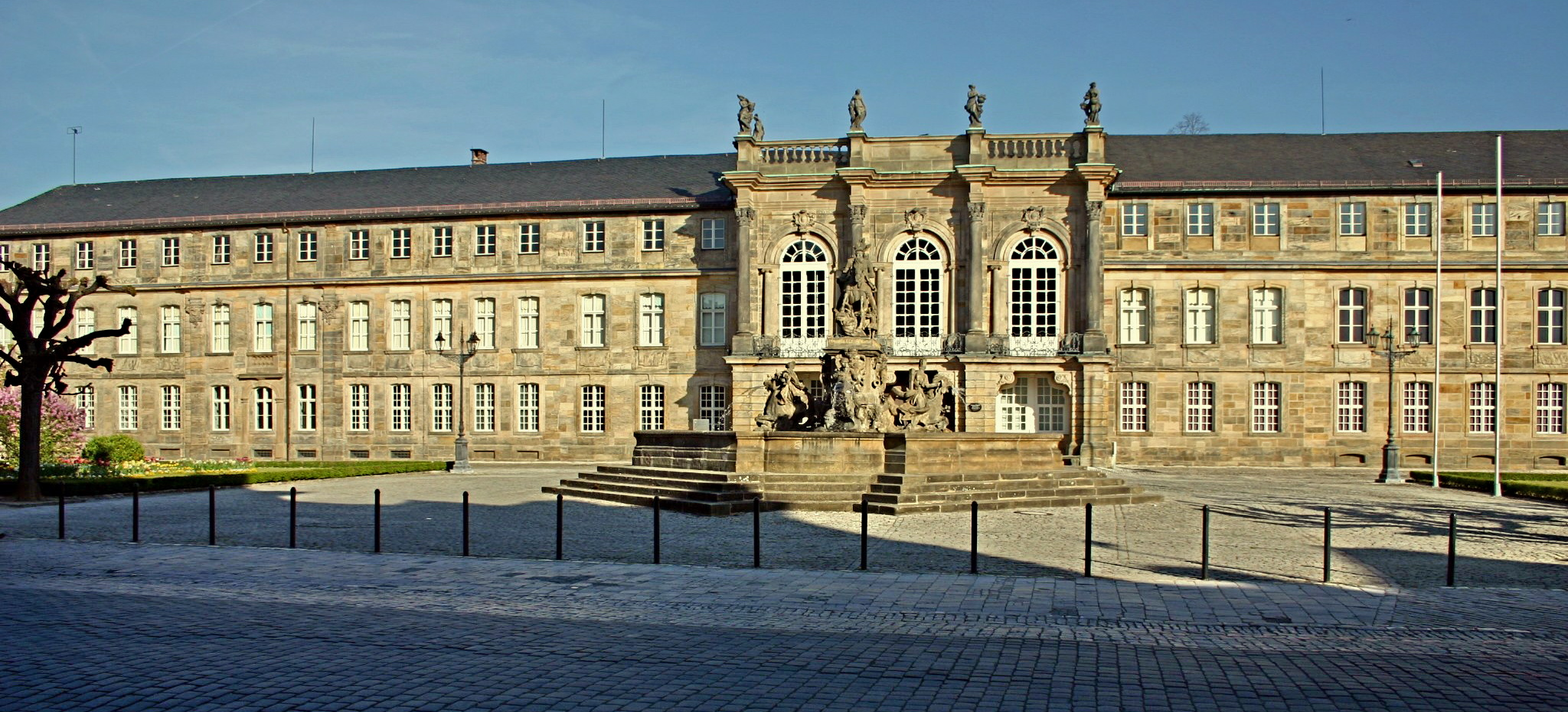
Neues Schloss i Bayreuth var markgrevarnas officiella vinterresidens från 1753.

Furstendömet Kulmbach-Bayreuth regerades flera gånger i personalunion med det hohenzollernska furstendömet Ansbach, 1495–1515, 1557–1603 och 1769–1791. Trots detta förblev furstendömet fram till Tysk-romerska rikets upplösning i statsrättslig mening ett självständigt territorium. Markgreve Karl Alexander avträdde genom ett hemligt fördrag daterat den 16 januari 1791 sina furstendömen Ansbach och Bayreuth till Preussen, i utbyte mot en livslång livränta på 300 000 gulden. Den nya förvaltningen av de två furstendömena leddes av Karl August von Hardenberg. Under fjärde koalitionskriget ockuperades Brandenburg-Bayreuth av franska trupper. Efter sitt fullständiga nederlag tvingades Preussen avträda Brandenburg-Bayreuth till Frankrike 1807, genom freden i Tilsit. De preussiska förvaltningsstrukturerna bibehölls, underordnade den franska militärförvaltningen. Kejsar Napoleon betraktade furstendömet Bayreuth som en reserv, att ha till hands för kommande territoriala utbyten. Redan 1808 erbjöd han Kungariket Bayern vid kongressen i Erfurt att köpa furstendömet för 25 miljoner francs, en summa som senare prutades ned till 15 miljoner. Efter inledande tveksamhet betalade Bayern 1810 den begärda summan, och den 30 juni samma år upphörde furstendömet genom att officiellt uppgå i kungariket Bayern.

## Regerande furstar och markgrevar
- 1398–1420: Johan III av Nürnberg, borggreve av Nürnberg
- 1420–1440: Fredrik VI av Nürnberg, även kurfurste av Brandenburg som Fredrik I
- 1440–1457: Johan av Brandenburg-Kulmbach, "Johan Alkemisten"
- 1457–1486: Albrekt Akilles, från 1470 även kurfurste av Brandenburg
- 1486–1495: Siegmund av Brandenburg-Kulmbach
- 1495–1515: Fredrik II av Brandenburg-Kulmbach (även markgreve av Brandenburg-Ansbach som Fredrik I)
- 1515–1527: Kasimir av Brandenburg-Kulmbach
- 1527–1553: Albrekt Alcibiades av Brandenburg-Kulmbach, med markgreve Georg av Brandenburg-Ansbach som förmyndarregent fram till 1541
- 1553–1603: Georg Fredrik, även markgreve av Brandenburg-Ansbach
- 1603–1655: Kristian av Brandenburg-Bayreuth
- 1655–1712: Kristian Ernst av Brandenburg-Bayreuth
- 1712–1726: Georg Vilhelm av Brandenburg-Bayreuth
- 1726–1735: Georg Fredrik Karl av Brandenburg-Bayreuth (markgreve av Kulmbach redan från 1708)
- 1735–1763: Fredrik III av Brandenburg-Bayreuth
- 1763–1769: Fredrik Kristian av Brandenburg-Bayreuth
- 1769–1791: Karl Alexander, även markgreve av Brandenburg-Ansbach från 1757

1792 tillträdde kung Fredrik Vilhelm II av Preussen som regent. Se vidare Preussens regenter.